# Gerichtsbezirk Saaz
Der Gerichtsbezirk Saaz (tschechisch: soudní okres Žatec) war ein dem Bezirksgericht Saaz unterstehender Gerichtsbezirk im Kronland Böhmen. Er umfasste Gebiete im westlichen Teil Nordböhmens im Okres Louny. Zentrum des Gerichtsbezirks war die Stadt Saaz (Žatec). Das Gebiet gehörte seit 1918 zur neu gegründeten Tschechoslowakei und ist seit 1991 Teil der Tschechischen Republik.

## Geschichte
Die ursprüngliche Patrimonialgerichtsbarkeit wurde im Kaisertum Österreich nach den Revolutionsjahren 1848/49 aufgehoben. An ihre Stelle traten die Bezirks-, Landes- und Oberlandesgerichte, die nach den Grundzügen des Justizministers geplant und deren Schaffung am 6. Juli 1849 von Kaiser Franz Joseph I. genehmigt wurde. Der Gerichtsbezirk Saaz gehörte zunächst zum Kreis Saaz und umfasste 1854 die 52 Katastralgemeinden Bezdiek, Dobritschan, Drahomischl, Dreihöf, Dubschan, Holletitz, Horatitz, Hraidisch, Klitschin, Klutschkau, Kutter, Liebeschitz, Liebotschan, Litschkau, Miecholup, Miloschitz, Miltschowes, Münitz, Nekenic, Neusattel, Přesai, Pressern, Pröhling, Quon, Reitschowes, Rostial, Rybňan, Saaz, Saluschitz, Satkau, Schaboglück, Schiesselitz, Schünau, Sedschitz, Sellowitz, Seltsch, Sobiesak, Stankowic, Steknitz, Straupitz, Teschnitz, Třeskonitz, Tronitz, Tschekowitz, Tscheraditz, Tuchořitz, Twerschitz, Wakowic, Wedruschic, Welletic, Welmschloß und Wikletitz. Der Gerichtsbezirk Saaz bildete im Zuge der Trennung der politischen von der judikativen Verwaltung ab 1868 gemeinsam mit dem Gerichtsbezirk Postelberg (Postoloprty) den Bezirk Saaz.
Im Gerichtsbezirk Saaz lebten 1869 24.991 Menschen, 1900 waren es 36.759 Personen.
Der Gerichtsbezirk Saaz wies 1910 eine Bevölkerung von 37.164 Personen auf, von denen 35.835 Deutsch (96,4 %) und 970 Tschechisch (2,6 %) als Umgangssprache angaben. Im Gerichtsbezirk lebten zudem 359 Anderssprachige oder Staatsfremde.
Durch die Grenzbestimmungen des am 10. September 1919 abgeschlossenen Vertrages von Saint-Germain war der Gerichtsbezirk Saaz vollständig zur neugegründeten Tschechoslowakei, wobei die Gerichtseinteilung bis 1938 im Wesentlichen bestehen blieb. Nach dem Münchner Abkommen wurde das Gebiet dem Landkreis Saaz bzw. des Sudetenland zugeschlagen.
Nach dem Zweiten Weltkrieg wurde das Gebiet Teil des Okres Louny, zu dem es bis heute gehört. Nachdem die Bezirksbehörden im Zuge einer Verwaltungsreform 2003 ihre Verwaltungskompetenzen verloren, werden diese von den Gemeinden bzw. dem Ústecký kraj wahrgenommen, zudem das Gebiet um Žatec seit Beginn des 21. Jahrhunderts mit anderen Bezirken zusammengefasst wurde.

## Gerichtssprengel
Der Gerichtssprengel umfasste Ende 1914 die 49 Gemeinden Bezdiek (Bezděkov), Dobritschan (Dobřicany), Drahomischl (Drahomyšl), Dreihöf (Záhoří), Dubschan (Dubčany), Großtschernitz (Velká Černoc), Holletitz (Holedeč), Horatitz (Horetice), Hraidisch (Hradiště), Kaunowa (Kounov), Klitschin (Kličin), Klutschkau (Kluček), Liebeschitz (Liběšice), Liebotschan (Libočany), Litschkau (Líčkov), Michelob (Měcholupy), Milloschitz (Milošice), Münitz (Minice), Netschenitz (Nečenice), Neusattel (Nové Sedlo), Pressern (Presserny), Przesau (Přeskaky), Quon (Chbany), Reitschowes (Radíčeves), Ribnian (Rybňany), Saaz (Žatec), Saluschitz (Zálužice), Satkau (Sádek), Schaboglück (Žabokliky), Schießelitz (Žiželice), Schünau (Číňov), Sedschitz (Sedčice), Sellowitz (Selibice), Seltsch (Želec), Sobiesak (Soběsuky), Stankowitz (Staňkovice), Steknitz (Stekník), Straupitz (Stroupeč), Teschnitz (Deštnice), Tronitz (Stránky), Trzeskonitz (Třeskonice), Tschekowitz (Čejkovice), Tscheraditz (Čeradice), Tuchorschitz (Tuchořice), Twerschitz (Tvršice), Wedruschitz (Větrušice), Welletitz (Veletice), Welmschloß (Velemyšleves) und Wissotschan (Vysočany).